# Carlos Canobbio
Carlos Alberto Canobbio Bentaberry, noto semplicemente come Carlos Canobbio (Montevideo, 7 gennaio 1982), è un allenatore di calcio ed ex calciatore uruguaiano, di ruolo difensore.

## Biografia
È fratello minore di Fabián Canobbio, ex calciatore della nazionale uruguaiana con cui ha condiviso alcune stagioni al Progreso ed al Danubio.

## Caratteristiche tecniche
È un difensore centrale.

## Carriera
Cresciuto nel settore giovanile del Progreso, dal 2007 al 2011 ha giocato in Europa, più precisamente in Spagna con Cerro Reyes, Onda, Buñol e Olímpic Xàtiva ed in Grecia con il Makedonikos.